# María Reyes Sobrino Jiménez
María Reyes Sobrino Jiménez   (Viladecans, 6 de gener de 1967) ha estat una atleta catalana especialitzada en les proves de marxa atlètica.
Formada a l'escola de marxa de Viladecans, es va formar per a la competició d'alt nivell amb l'entrenador Josep Marín. Durant aquest període, participà també en proves de fons i mig fons i obtingué la victòria en la segona edició de la Cursa d'El Corte Inglés, al 1980. Fou dos cops campiona d'Espanya júnior de 5 km en pista i d'Europa ex aequo amb Mari Cruz Díaz, també en 5 km.
En categoria absoluta fou campiona de Catalunya i d'Espanya diverses vegades i en diverses modalitats. Va establir plusmarques catalanes i estatals en totes les distàncies i un rècord mundial de 5 km en ruta. Internacional amb la selecció espanyola vint-i-quatre vegades, competí molts cops en els Campionats del Món i d'Europa i en els Campionats Iberoamericans.
En deixar la competició va orientar la seva activitat esportiva cap a l'entrenament i s'ha mantingut com un referent per a la marxa atlètica femenina i masculina que va arribar després i es va formar amb ella, com Beatriz Pascual o Valentí Massana, entre d'altres.

## Historial nacional
- 24 vegades internacional amb Espanya.
- Campiona d'Espanya Junior el 1984 i 1985.
- Campiona d'Espanya de 5 km marxa en pista el 1987, 1988 i 1989.
- Campiona d'Espanya de 10 km marxa en ruta el 1985, 1988, 1989 i 1990.
- Campiona d'Espanya de 10 km marxa en pista en 1991.
- Campiona d'Espanya de marxa en pista coberta el 1984, 1986 i 1989.

## Historial Internacional
- Campiona del Jocs Iberoamericans de 10 km marxa en Manaos’90.
- 3a als Jocs Iberoamericans de 10 km marxa en Mèxic’88.
- Campiona d'Europa Junior als 5 km marxa en Cottbus’85.
- Campiona d'Europa Indoor als 3 km marxa en Budapest’88.
- 3a als Campionats d'Europa Indoor als 3 km marxa en La Haia’89.